# Смугач малий
Balaenoptera acutorostrata (Смуга́ч мали́й) — вид ссавців з родини смугачеві (Balaenopteridae) ряду китоподібні, який знаходиться у всіх великих океанах світу, найчастіше в Північній Атлантиці і північній частині Тихого океану.

## Опис

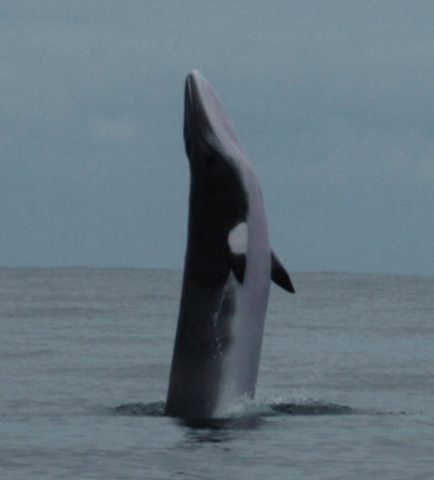

Довжина коливається від 7 до 9,8 метра, а вага коливається від 5 до 10 тон. У середньому, самиці на близько 0,5 метра довші, ніж самці. Спина темно-сіра, боки сіруваті, черево біле. Перехід між темною спиною і черевом розмитий. Тіло струнке і обтічне, спинний плавник, що знаходиться на відстані третини довжини тіла від хвоста, відносно високий і серповидий. Морда загострена, трикутна, якщо дивитися зверху. Темні передні ласти з білою стрічкою в середині. Максимальна довжина південної популяції 7,8 метрів для самиць, 6,8 для самців. Білувате забарвлення черева поширюється й на плавці.

## Поширення
Північна популяція знаходиться в Північній півкулі Землі, особливо в Північній Атлантиці і північній частині Тихого океану. Він живе як океанічний так і прибережний вид, а також входить до гирл річок, в затоки і фіорди. Взимку переміщається ближче до екватору, влітку далі на північ. Сезонні міграції нерегулярно виражені. Як правило, самці мігрують далі на північ і рухатися в бік відкритої води, в той час як самиці віддають перевагу прибережжю і залишаються ближче на південь.
Південна популяція менша. Більшість спостережень є з узбережжя Південної Африки, Австралії і з Індійського океану.

## Поведінка
Живе окремо або групами. Харчується ракоподібними, в основному крилем і дрібною рибою такою як, оселедець і сардина.

## Відтворення
Самиці народжують після періоду вагітності від 10 до 11 місяців одне дитинча довжиною від 2,4 до 3,5 метрів і вагою близько 450 кг з грудня по червень; воно народжується в основному в теплих водах, а потім вигодовується молоком від 4 до 6 місяців. Balaenoptera acutorostrata стають статевозрілими у віці від трьох до восьми років. Їх тривалість життя, ймовірно, дещо менша, ніж п'ятдесят років.